# Iva Videnova
Iva Videnova (en búlgar: Ива Виденова; nascuda el 17 d'octubre de 1987 a Sofia) és una jugadora d'escacs búlgara, que té el títol de Gran Mestre Femení des de 2011.

## Resultats destacats en competició
Iva Videnova va començar a jugar als escacs als quatre anys, però no va participar en cap torneig oficial fins als 13 anys. El 2002 va guanyar el campionat de Bulgària femení (Sub-16), i el 2006 el (Sub-20). Els anys 2007 i 2008 Videnova va guanyar el campionat de Bulgària femení de blitz. Ha obtingut excel·lents resultats al Campionat de Bulgària femení: 3a el 2008, 4a el 2009, 3a el 2010, i primera i campiona tres cops consecutius, els anys 2012, 2013, i 2014.

### Participació en competicions per equips
Ivanova ha representat Bulgària en diverses grans competicions internacionals - al Campionat d'Europa per equips a Novi Sad 2009 (puntuant 2.5/8 al 4t tauler), a la XXXIX Olimpíada a Khanti-Mansisk el 2010 (assolint 4/10 al 4t tauler), al Campionat d'Europa per equips de 2011 a Porto Carras (fent 6/9 al 2n tauler), i a la 40a Olimpíada a Istanbul (on hi va fer 4/9 punts al 2n tauler).